# Otto Friedrich Gruppe
Otto Friedrich Gruppe (* 15. April 1804 in  Danzig; † 7. Januar 1876 in Berlin) war ein deutscher Philosoph, Altphilologe und Publizist. Pseudonym Absolutus von Hegelingen.

## Leben
Otto Friedrich Gruppe war der Sohn von Johann Friedrich Gruppe und dessen Ehefrau Charlotte, geb. Hahn. Er war anfangs für den Kaufmannsstand bestimmt, widmete sich aber später, nachdem er das Gymnasium seiner Vaterstadt Danzig besucht hatte, in Berlin philosophischen, naturwissenschaftlichen und altdeutschen Studien. Er studierte an der Friedrich-Wilhelms-Universität in Berlin Philosophie und klassische Philologie. Nach seiner Promotion lieferte er Kunstberichte als ständiger Mitarbeiter der Allgemeinen Preußischen Staatszeitung und wurde 1835 Redakteur des Feuilletons.
Nachdem er 1842 und 1843 im Ministerium der geistlichen Angelegenheiten unter Johann Albrecht Friedrich von Eichhorn gearbeitet hatte, wurde er 1844 zum außerordentlichen Professor in der philosophischen Fakultät der Friedrich-Wilhelms-Universität Berlin ernannt. Er lehrte Logik und allgemeine Geschichte der Philosophie sowie Geschichte der griechischen Philosophie. Philosophisch steht Gruppe dem empirisch-induktiven Philosophieren der Angelsachsen (Francis Bacon) nahe, wohingegen er sich von der kontinentalen Linie von Descartes bis zu Hegel, insbesondere von deren Versuchen, Glaubens- und Religionsinhalte philosophisch-spekulativ zu durchdenken, gar nichts versprach.
1863 wurde er ständiger Sekretär der königlichen Akademie der bildenden Künste. Er starb im Januar 1876, ohne eine Änderung vollzogen zu haben. Sein Nachfolger wurde Theodor Fontane.

## Werke
- Alboin König der Langobarden. C. G. Naucks Buchhandlung, Berlin 1830, books.google.de
- Antäus. Ein Briefwechsel über die spekulative Philosophie in ihrem Conflict mit Wissenschaft und Sprache. Nauksche Buchhandlung, Berlin 1831 books.google.de
- Die Winde oder ganz absolute Konstruktion der neuern Weltgeschichte durch Oberons Horn gedichtet von Absolutus von Hegelingen. Haack, Leipzig 1831.
- Wendepunkt der Philosophie im neunzehnten Jahrhundert. G. Reimer, Berlin 1834, books.google.de
- Ariadne, die tragische Kunst der Griechen (Berlin 1834)
- Gedichte. G. Reimer, Berlin 1835 books.google.de
- Die römische Elegie. 2 Bde., Otto Wigand, Leipzig 1838, Erster Band: books.google.de
- Über die Theogonie des Hesiod (Berlin 1841);
- Ueber die Fragmente des Archytas und der altern Pythagoreer. Eine Preisschrift. G. Eichler, Berlin 1840, books.google.de
- Bruno Bauer und die akademische Lehrfreiheit. Albert Nauck und Comp., Berlin 1842, books.google.de
- Lehrfreiheit und Preßunfug. Als Fortsetzung der Schrift: Bruno Bauer und die akademische Lehrfreiheit. Wilhelm Besser, Berlin 1843, books.google.de
- Königin Bertha. G. Reimer, Berlin 1848 books.google.de
- Hrsg.: Der Deutsche Dichterwald. G. Reimer, Berlin 1847 ff., Dritter Theil. 1849, books.google.de
- Die kosmischen Systeme der Griechen. G. Reimer, Berlin 1851 books.google.de
- Kaiser Karl. Eine epische Trilogie. Georg Reimer, Berlin 1852 books.google.de
- Gegenwart und Zukunft der Philosophie in Deutschland. Georg Reimer, Berlin 1855, books.google.de
- Minos. Über die Interpolationen in den römischen Dichtern mit besonderer Rücksicht auf Horaz, Vergil und Ovid. B. G. Teubner, Leipzig 1859, books.google.de
- Reinhold Lenz. Leben und Werke. Mit Ergänzungen der Tieckschen Ausgabe. A. Carisius, Berlin 1861, books.google.de
- Æacus. Ueber die Interpolationen in den roemischen Dichtern, mit besonderer Ruecksicht auf Horaz. G. Reimer, Berlin 1872, books.google.de
- O. F. Gruppe. Gedichte. In Auswahl hrsg. von dem Sohne des Dichters. Reclam, Leipzig 1904 (Reclams Universal-Bibliothek Band 4521/4522)
- Johann und Otto von Brandenburg